# 東郷町 (鹿児島県)
東郷町（とうごうちょう）は、かつて鹿児島県の北西部 (薩摩郡) にあった町。
1889年に町村制が施行されたのに伴い東郷5村の区域より上東郷村として成立し1952年に東郷村に改称の上町制施行、1957年に下東郷村の一部を編入し2004年10月12日に川内市等と新設合併したため、薩摩川内市が設置され自治体としては消滅した。

## 地理
東郷町は鹿児島県の北西部、薩摩郡の西部に位置していた。町域は南端を東西に流れる川内川とその支流が北部にある紫尾山系尾根より南方に向けて流れており、川内川とその支流がつくった平野部に集落が多くある。町役場は斧淵に置かれ、その周辺に市街地が形成されている。
旧藩政村を継承した斧淵、鳥丸、宍野、藤川、南瀬、山田の5大字から構成されており、現在の薩摩川内市東郷町斧渕（淵の表記は薩摩川内市新設時に渕に改称された）、東郷町鳥丸、東郷町宍野、東郷町藤川、東郷町南瀬、東郷町山田にあたる。
- 河川：川内川、田海川、樋渡川、岩切川、山田川

## 対外関係

### 国内
「全国東郷会」を以下の3町と結成していた。
- 愛知県東郷町
- 鳥取県東郷町（現・湯梨浜町）
- 宮崎県東郷町（現・日向市）

## 歴史
- 1889年（明治22年）4月1日 - 町村制が施行されたのに伴い、薩摩郡東郷のうち斧淵村、鳥丸村、宍野村、藤川村、山田村、南瀬村の区域より上東郷村として成立。
- 1952年（昭和27年）12月1日 - 改称及び町制施行し、東郷町となる。
- 1957年（昭和32年）4月1日 - 下東郷村大字田海の一部を大字藤川に編入し、下東郷村の残部は高城村・川内市に編入された。
- 2004年（平成16年）10月12日 - 川内市、樋脇町、入来町、祁答院町、里村、上甑村、下甑村、鹿島村と、合併し、薩摩川内市となった。

## 地域

### 教育
高等学校
2004年の合併時は町内には高等学校が所在していなかったが、1987年までは斧淵に鹿児島県立東郷高等学校が所在していた。
中学校

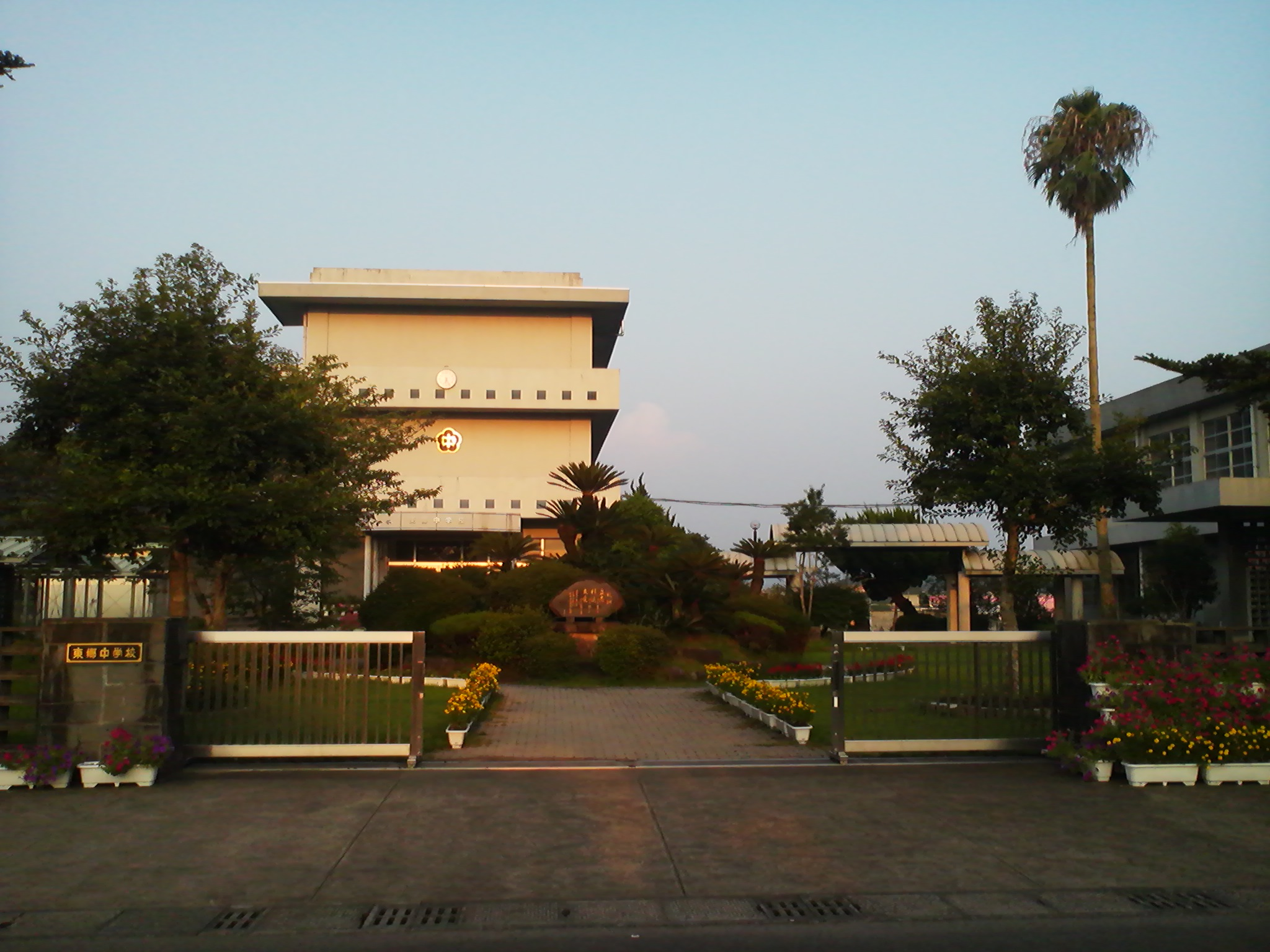
東郷町立東郷中学校

1963年までは以下の中学校も設置されていたが、同年に東郷中学校に統合され廃止された。（）は校区。
- 東郷町立東郷東中学校（南瀬、山田）
- 東郷町立藤川中学校（藤川）

小学校

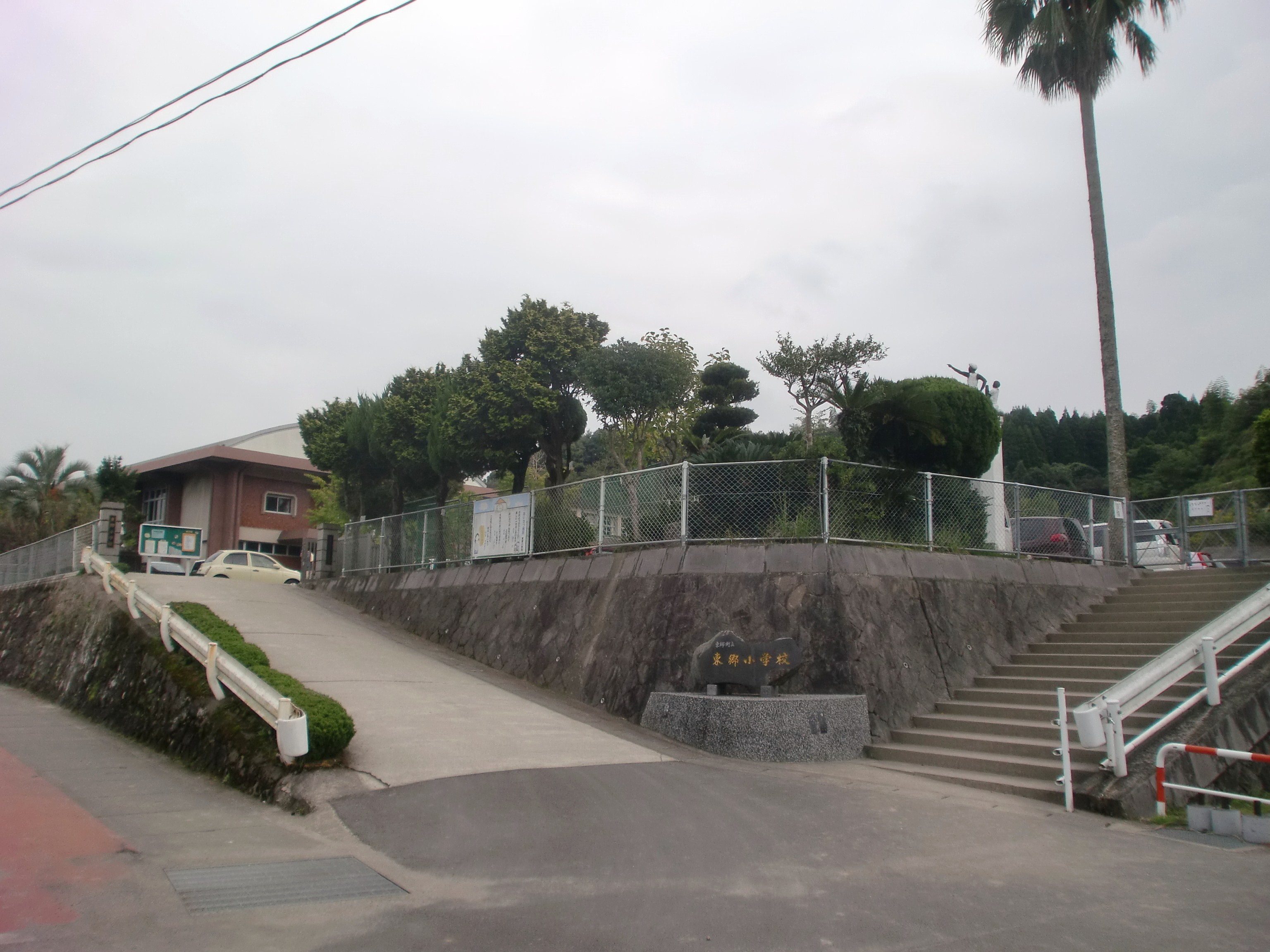
東郷町立東郷小学校
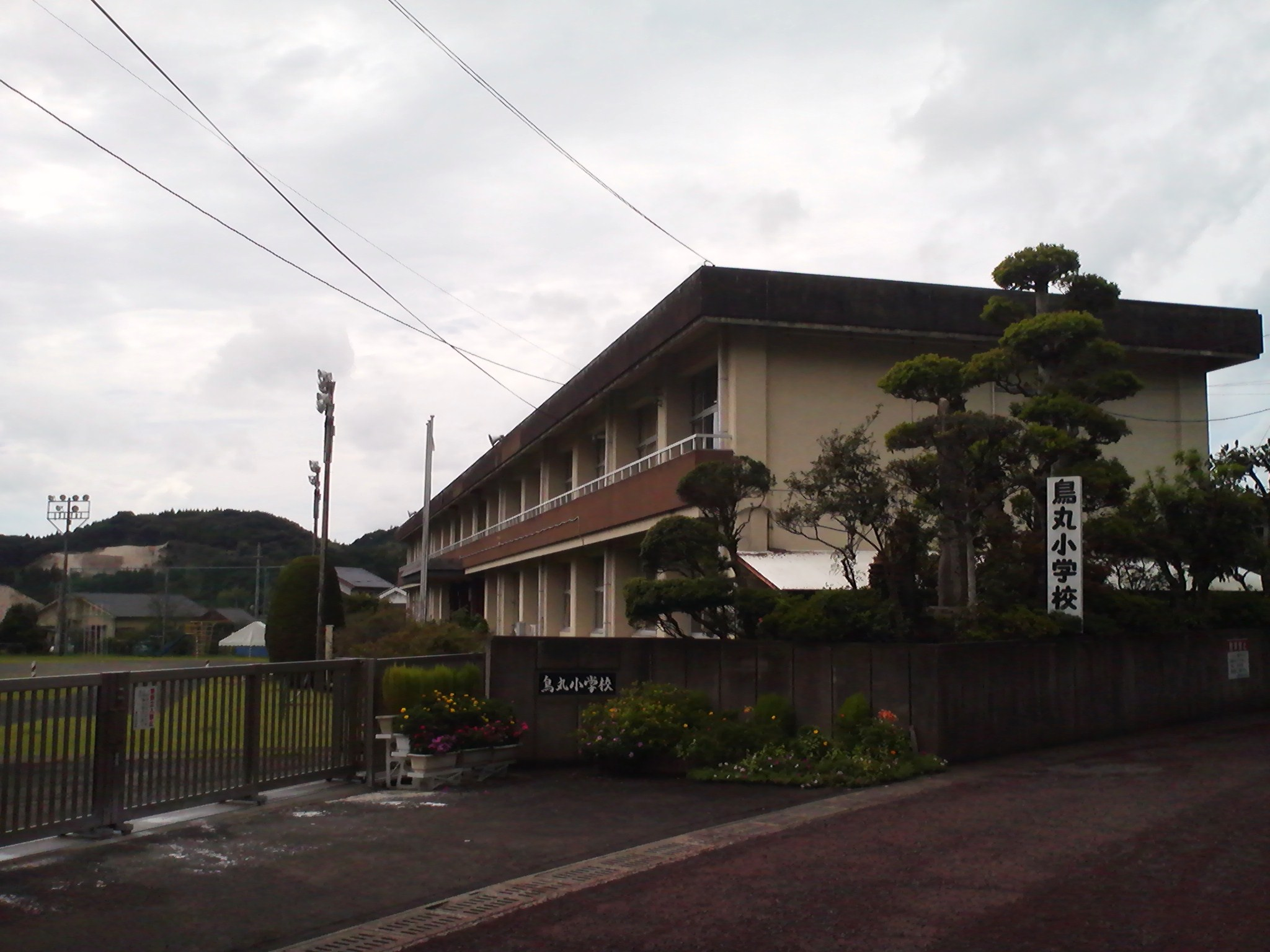
東郷町立鳥丸小学校
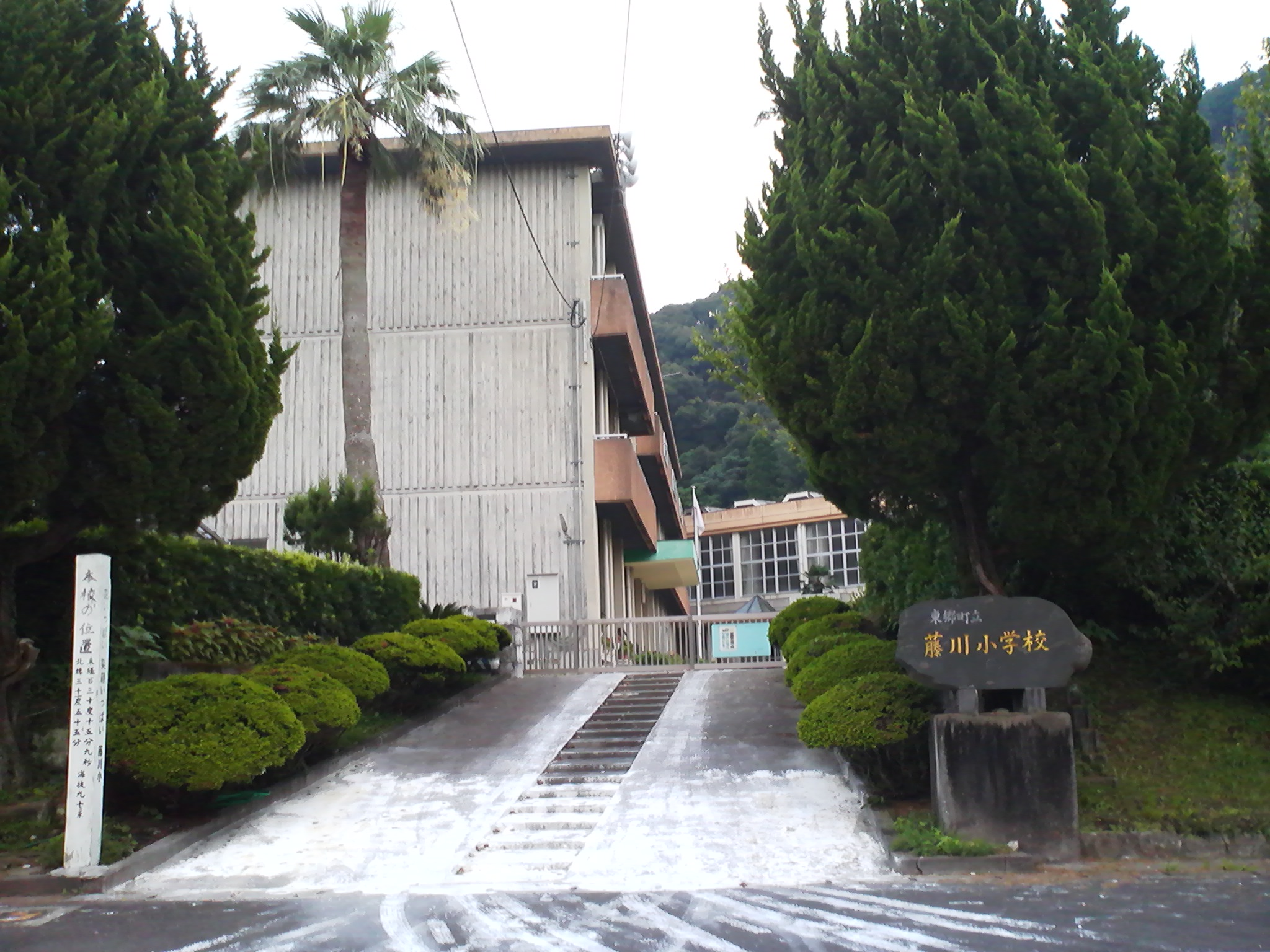
東郷町立藤川小学校
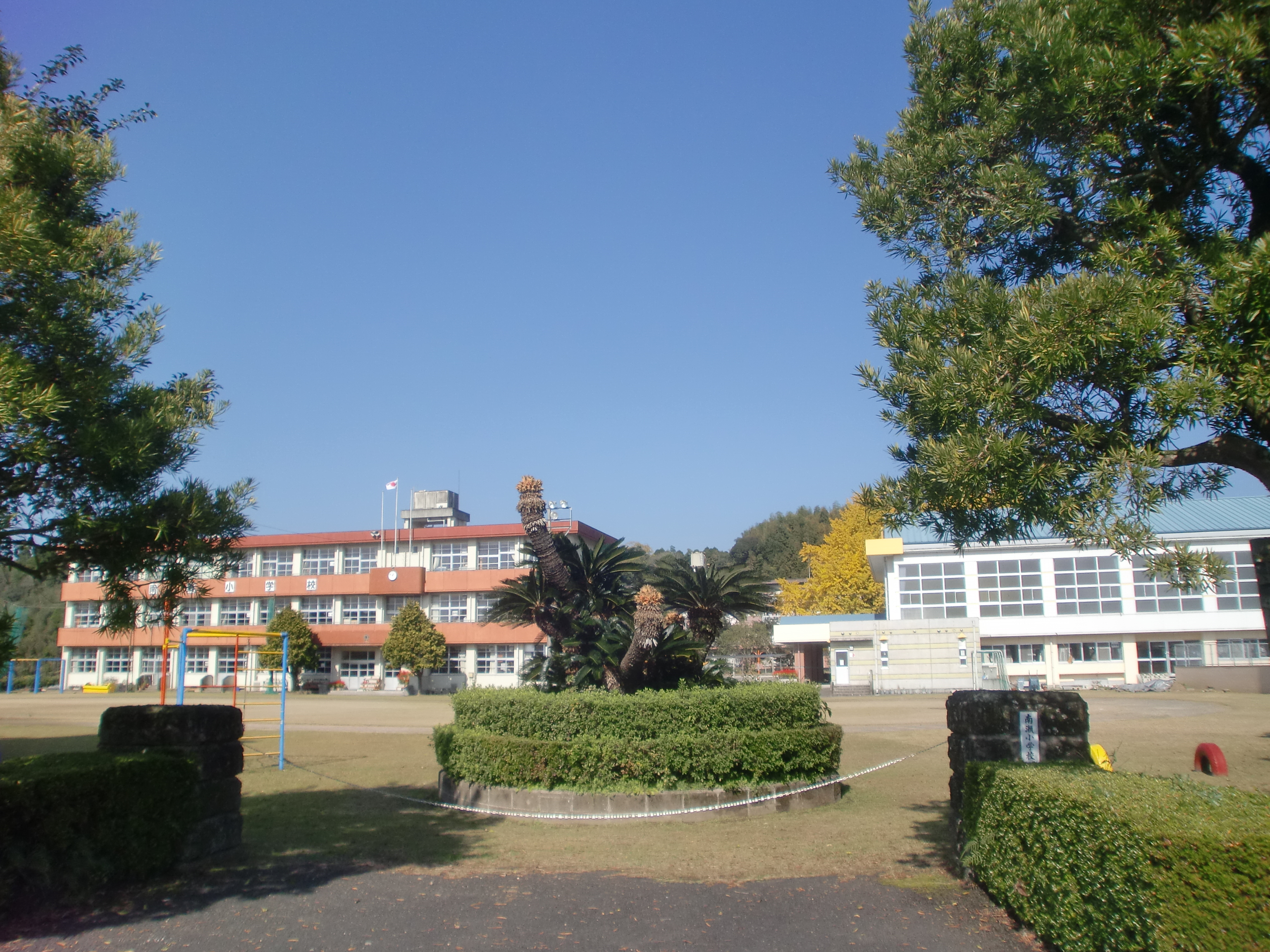
東郷町立南瀬小学校
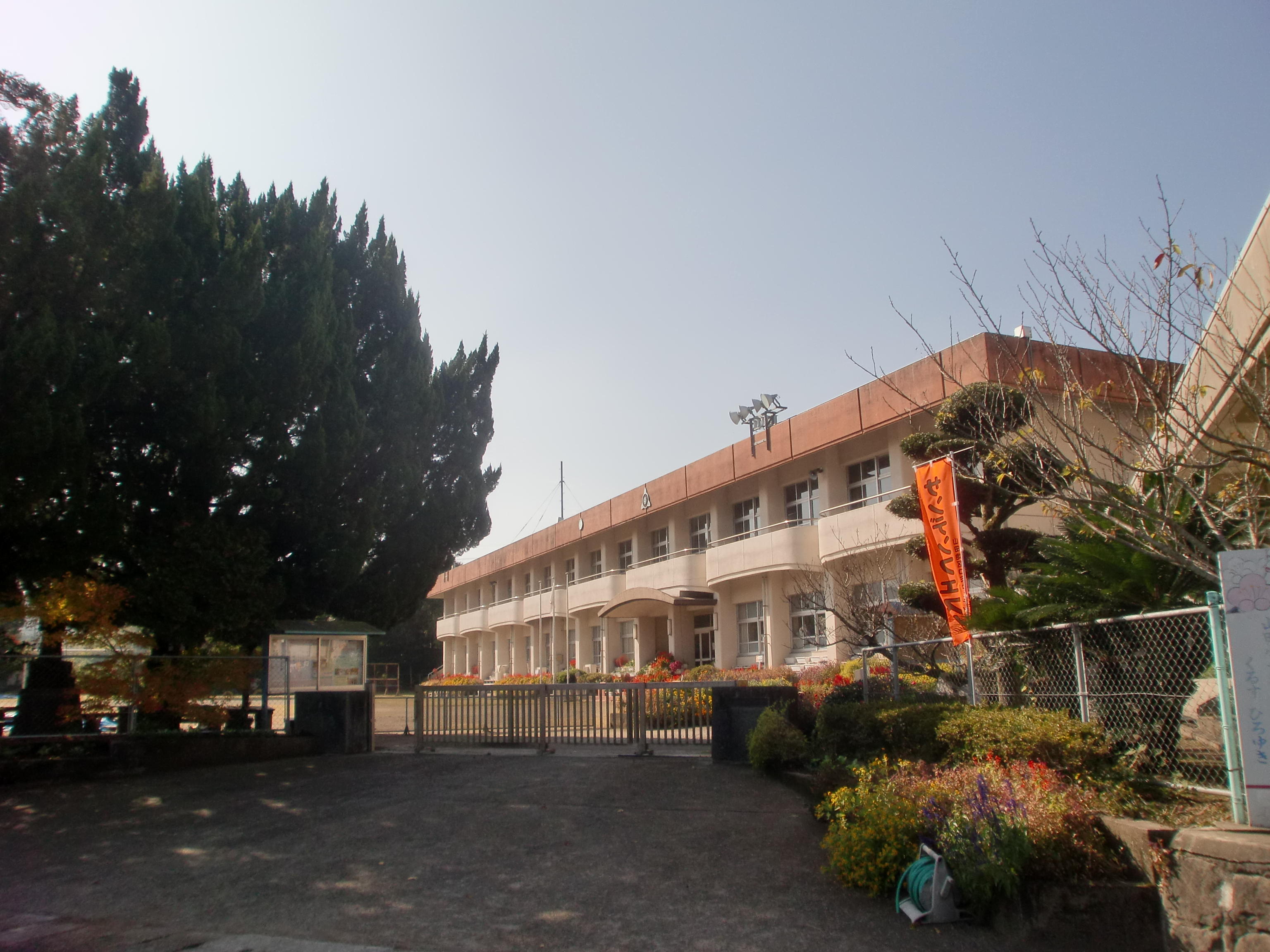
東郷町立山田小学校

## 行政
- 町長 : 森薗 正堂（2002年 - 2004年）

歴代村長・町長一覧
| 村長     | 村長         | 村長                                    |
| 代       | 氏名         | 在任期間                                |
| -------- | ------------ | --------------------------------------- |
| 初代村長 | 和泉祐太夫   | 1889年（明治22年） - 1890年（明治23年） |
| 2代村長  | 相良長辰     | 1890年（明治23年） - 1894年（明治27年） |
| 3代村長  | 西牟田兼助   | 1894年（明治27年） - 1899年（明治32年） |
| 4代村長  | 相良長辰     | 1899年（明治32年） - 1902年（明治35年） |
| 5代村長  | 相良正吉郎   | 1902年（明治35年） - 1903年（明治36年） |
| 6代村長  | 川添祐紀     | 1903年（明治36年） - 1904年（明治37年） |
| 7代村長  | 相良長辰     | 1904年（明治37年） - 1906年（明治39年） |
| 8代村長  | 佐藤義治     | 1906年（明治39年） - 1907年（明治40年） |
| 9代村長  | 安楽正之進   | 1907年（明治40年） - 1908年（明治41年） |
| 10代村長 | 中島静夫     | 1908年（明治41年） - 1916年（大正5年）  |
| 11代村長 | 武径利       | 1916年（大正5年） - 1926年（大正15年）  |
| 12代村長 | 緒方惟一     | 1926年（大正15年） - 1934年（昭和9年）  |
| 13代村長 | 武径利       | 1934年（昭和9年） - 1940年（昭和15年）  |
| 14代村長 | 田島吉次郎   | 1940年（昭和15年） - 1944年（昭和19年） |
| 15代村長 | 小鷹伊右衛門 | 1944年（昭和19年） - 1947年（昭和22年） |
| 16代村長 | 山下森助     | 1947年（昭和22年） - 1951年（昭和26年） |
| 17代村長 | 福田実義     | 1951年（昭和26年） - 1952年（昭和27年） |
| 町長     |              |                                         |
| 代       | 氏名         | 在任期間                                |
| 初代町長 | 福田実義     | 1952年（昭和27年） - 1956年（昭和31年） |
| 2代町長  | 古里祐義     | 1956年（昭和31年） - 1973年（昭和48年） |
| 3代町長  | 肥後藤藏     | 1973年（昭和48年） - 1977年（昭和52年） |
| 4代町長  | 川畑佳人     | 1977年（昭和52年） - 1981年（昭和56年） |
| 5代町長  | 早崎清香     | 1981年（昭和56年） - 1991年（平成3年）  |
| 6代町長  | 山之内繁次   | 1991年（平成3年） - 1997年（平成9年）   |
| 7代町長  | 田代幸一郎   | 1997年（平成9年） - 2002年（平成14年）  |
| 8代町長  | 森薗正堂     | 2002年（平成14年） - 2004年（平成16年） |

## 交通

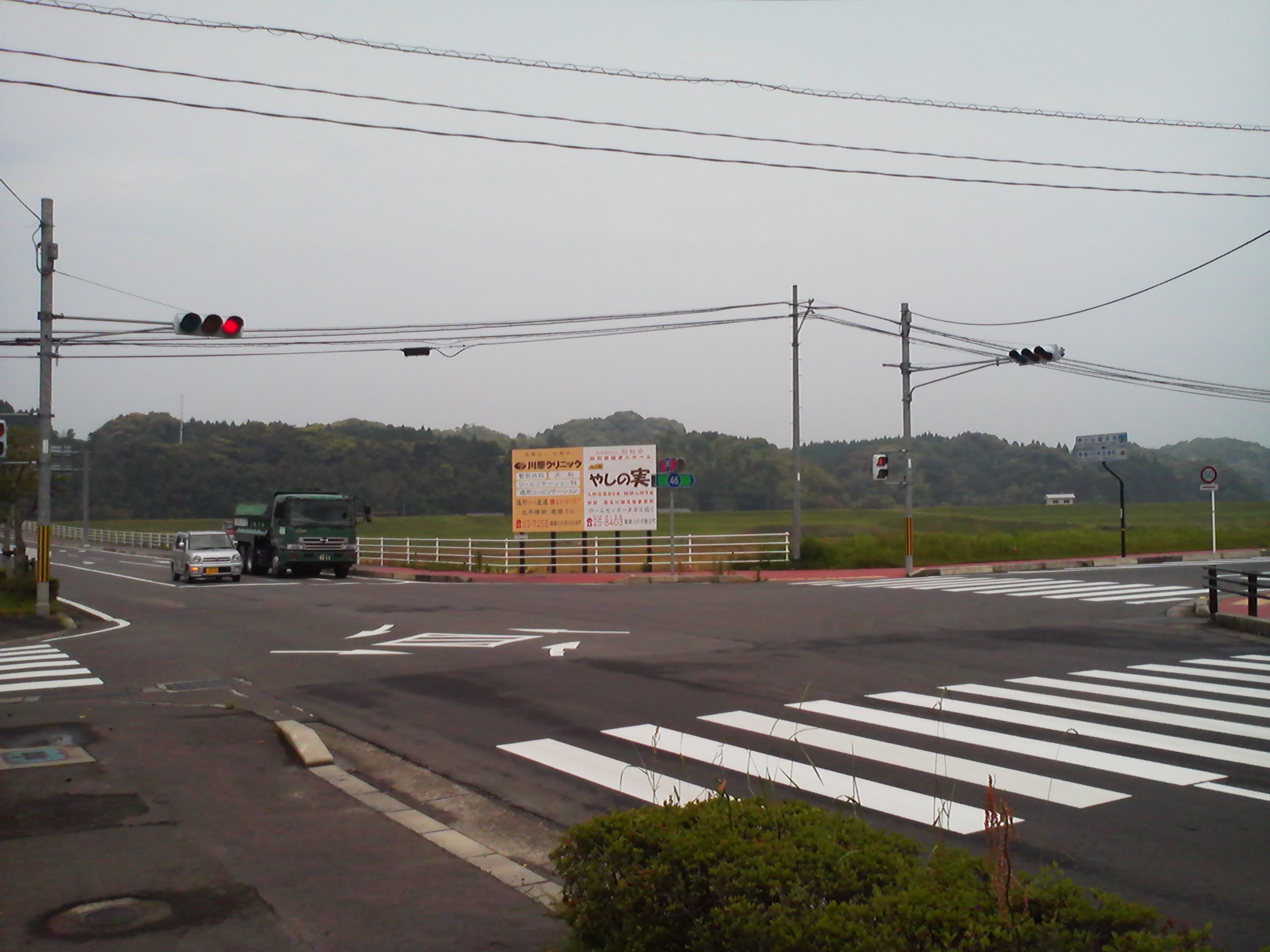
国道267号と県道46号が交わる東郷小下交差点

### 高速道路
旧東郷町内に高速道路等の建設計画はない。最寄りは南九州西回り自動車道薩摩川内都IC

### 国道
- 国道267号

### 県道
- 主要地方道
  - 鹿児島県道46号阿久根東郷線
- 一般県道
  - 鹿児島県道335号市比野東郷線
  - 鹿児島県道344号東郷山田宮之城線
  - 鹿児島県道346号山田入来線

### 鉄道路線
以前は宮之城線の楠元駅が川内川の対岸に所在していたが、宮之城線の全線廃止に伴い廃止されたため、現在は川内駅が最寄りの駅になる。

## 名所・旧跡
- 藤川天神の臥竜梅 - 国の天然記念物（1941年10月3日指定[5]）
- 東郷文弥節人形浄瑠璃 - 国の重要無形文化財（合併後の2008年に指定）
- とうごう五色親水公園
- あゆ観光

## 施設
- 東郷温泉ゆったり館

## 出身有名人
- 中馬兼四 - 大日本帝国海軍軍人
- 児玉泰介 - 元陸上競技選手（マラソン）、陸上競技指導者
- 前園真聖 - 元サッカー選手